# World’s Parkour Family
World’s Parkour Family (WPF) ist einer der ältesten Parkourvereine der Schweiz. Der Verein wurde 2010 in Basel gegründet mit dem Ziel, der Weiterentwicklung und Förderung der Sportart Parkour und der Sportförderung von Kindern und Jugendlichen. Dabei veranstaltet der Verein Trainings und bietet Shows und Workshops für Unternehmen. WPF veranstaltet auch jährliche Camps, die zur internationalen Vernetzung der Parkour-Szene beitragen. 2011 nahmen die Gründungsmitglieder von WPF erfolgreich an der Sendung Die grössten Schweizer Talente teil. WPF ist zudem regelmässig bei kulturellen Veranstaltungen präsent, so zum Beispiel 2013 am Jugendkulturfestival Basel. 2016 veröffentlichte das Schweizer Fernsehen eine vierteilige Sendung über die World’s Parkour Family. Die World’s Parkour Family ist Mitglied des Schweizer Parkour Dachverbandes Swiss Parkour Association (SPKA).